# Ataques en Rusia durante la invasión rusa de Ucrania
Desde el inicio de la invasión rusa de Ucrania se ha informado de varios ataques en territorio ruso, principalmente en las provincias de Bryansk, Kursk y Belgorod. Rusia ha acusado a Ucrania de ser responsable de estos ataques. Por su parte, Ucrania no se ha atribuido la responsabilidad de la mayoría de los ataques y ha negado formalmente estar detrás de algunos de ellos.

## Atentado del Kremlin de Moscú de 2023
El ataque con drones al Kremlin de Moscú ocurrió el 3 de mayo de 2023, cuando se publicaron imágenes de dos drones que supuestamente tenían como objetivo la sede presidencial de la Federación de Rusia, para ser posteriormente derribados. El presidente ruso, Vladímir Putin, no estaba presente en el Gran Palacio en el momento del presunto ataque. Nadie resultó muerto o herido.
El gobierno ruso acusó a Ucrania del ataque y lo calificó como un «acto de terrorismo» y un «intento de asesinato del presidente de Rusia». Moscú prometió tomar represalias cuando y donde lo considere oportuno.
El asesor presidencial ucraniano, Myjailo Podolyak, comentó que Kiev no tuvo nada que ver con el presunto ataque al Kremlin, que tales acciones no lograron nada para Ucrania en el campo de batalla y solo provocarían que Rusia tomara medidas más radicales. Podolyak afirmó que las acusaciones de que el gobierno ucraniano estaba detrás del presunto ataque y el arresto por parte de Rusia de presuntos saboteadores ucranianos en Crimea podrían indicar que Moscú se está preparando para un ataque «terrorista» a gran escala contra Ucrania en los próximos días. El presidente ucraniano Volodímir Zelenski, durante una visita a Finlandia, declaró que «no atacamos a Putin ni a Moscú. Luchamos en nuestro territorio. Estamos defendiendo nuestros pueblos y ciudades"»

## Incursiones terrestres

### Ataque contra el óblast de Bélgorod de 2023
La incursión sobre el óblast de Bélgorod fue un ataque armado realizado entre el 22 y el 23 de mayo de 2023 por un grupo armado proucraniano de sabotaje y reconocimiento que cruzó la frontera con Rusia desde el óblast de Járkov hacia el óblast de Bélgorod. Dos grupos formados por miembros de la oposición armada rusa leales a Ucrania, la Legión Libertad de Rusia (LSR) y el Cuerpo de Voluntarios Rusos (RDK, por sus siglas en ruso), atacaron diversos objetivos en el raión de Gráivoron, con el objetivo de «crear una zona desmilitarizada entre Rusia y Ucrania, destruir las fuerzas de seguridad que sirven al régimen de Putin y demostrar a los pueblos de Rusia que es posible crear focos de resistencia». La Legión Libertad de Rusia afirmó que los grupos tomaron el control de varias aldeas fronterizas en el distrito. En respuesta al ataque, el gobernador del óblast de Bélgorod, Viacheslav Gladkov, anunció la imposición del régimen de operación antiterrorista en la región, para combatir la incursión. Esta es el mayor ataque de este tipo realizadas por tropas proucranianas desde el comienzo de la invasión rusa de Ucrania.
Al día siguiente, 23 de mayo de 2023, el portavoz del Ministerio de Defensa ruso, Ígor Konashénkov, anunció que las tropas rusas habían interceptado y eliminado a los atacante ucranianos, añadió que los combates se habían saldado con la muerte y la destrucción de «más de setenta terroristas ucranianos, cuatro vehículos blindados y cinco camionetas» y que los supervivientes habían huido a territorio ucraniano donde habían sido constantemente atacados con fuego de artillería. Sin embargo, La Legión Rusia Libre, uno de los grupos implicados en el ataque, publicó varios videos en su canal de Telegram donde afirmaban que la «lucha continúa». Mientras que el otro grupo implicado, el Cuerpo de Voluntarios Rusos, dijo: «Un día vendremos para quedarnos. Mientras tanto, el movimiento partisano no está sujeto al marco de las operaciones de combate tradicionales», lo que parece indicar que efectivamente los atacantes han sido rechazados.
El 1 de junio, El RDK lanzó una nueva incursión cerca de la ciudad de Shebekino, según el RDK se trata de la prometida «segunda fase» de la lucha. Las autoridades militares rusas informaron que esta nueva incursión había sido repelida, según el Ministerio de Defensa ruso «Durante el intento de intrusión, fueron eliminados más de 30 militares ucranianos, y se destruyeron cuatro vehículos blindados de combate, un sistema de lanzacohetes múltiple BM-21 Grad, así como un vehículo de transporte».

## Ataque aéreo contra Bélgorod del 30 de diciembre de 2023
El ataque a Bélgorod fue un ataque aéreo llevado a cabo por las Fuerzas Armadas de Ucrania el 30 de diciembre de 2023, durante la invasión rusa de Ucrania, contra la ciudad de Bélgorod en Rusia. En el ataque murieron veinticinco personas, incluidos cinco niños, y al menos otras ciento once resultaron heridas. Rusia también informó que habían derribado treinta y un drones en otras ciudades rusas ese mismo día.
El ataque ocurrió un día después de que Rusia atacara varias ciudades de Ucrania. El Ministerio de Defensa de Rusia calificó el bombardeo como un «ataque terrorista» que «no quedará impune». En los días siguientes Rusia lanzó 49 drones contra diversos objetivos ucranianos en represalia.

## Atentados individuales

### Daria Dúguina
El 20 de agosto de 2022 fue asesinada a la edad de 29 años, en un atentado terrorista perpetrado en el asentamiento de Bolshiye Viaziomy, en las afueras de Moscú, cuando explotó el Toyota Land Cruiser que conducía.
Se dirigía a dicha capital después de asistir al Festival anual de arte y tradición.
Los investigadores dijeron que se había colocado un artefacto explosivo en el automóvil. No está claro si el verdadero objetivo del atentado era ella o su padre, quien se esperaba que viajara con ella pero en el último minuto cambió a otro automóvil.
El jefe de la República Popular de Donetsk, Denis Pushilin, afirmó que las autoridades ucranianas estaban detrás de la explosión, mientras estas últimas negaron cualquier implicación.
El Servicio Federal de Seguridad afirmó que los servicios especiales ucranianos estaban detrás del asesinato, alegando que contrataron a una contratista, Natalya Vovk, de nacionalidad ucraniana, que después de la explosión escapó a Estonia.
En octubre de 2022 The New York Times reveló que según información procedente de varias agencias de inteligencia de Estados Unidos fue el Gobierno ucraniano quien autorizó el ataque con un coche bomba que mató a Daria Dugina. Las mismas fuentes aseguraron al New York Times que EE. UU. no participó en el atentado, ni con inteligencia ni con ningún otro tipo de colaboración. Según el diario neoyorquino las autoridades estadounidenses creen que  el asesinato habría sido parte de una campaña encubierta y que esta podría aumentar drásticamente la tensión en el conflicto.

### Zajar Prilepin
El 6 de mayo de 2023, en el óblast de Nizhni Nóvgorod, mientras se encontraba de camino a Moscú desde los territorios ocupados por Rusia de Donetsk y Lugansk, su automóvil explotó. El escritor resultó herido de gravedad y el conductor, Alexánder Shubin, murió. El ataque fue el tercero de este tipo dirigido contra figuras a favor de la guerra en Rusia desde el comienzo de su invasión de Ucrania, siendo los primeros el asesinato de Daria Dúguina y el atentado con bomba en San Petersburgo de 2023 que mató a Vladlen Tatarski.
Ese mismo día el Comité de Investigación anunció que había detenido al presunto autor del atentado, Alexandr Permiakov, un ucraniano que según las autoridades rusas «Ha testificado que actuó por orden de los servicios especiales ucranianos y que colocó una bomba en la ruta del coche de Zajar Prilepin que detonó por control remoto».  Según un vídeo publicado por la policía rusa con parte de su confesión, Permiakov fue reclutado en 2018 por los servicios secretos ucranianos y, en 2022, se desplazó a Rusia para «asesinar y eliminar a Prilepin». «El método utilizado se basa en un explosivo por control remoto con dos minas anticarro».